# Odprto morje (album)
Odprto morje je tretji in zadnji studijski album slovenskega kitarista Bojana Drobeža. Izdan je bil leta 1993 pri založbi Sraka v obliki CD-ja.

## Seznam pesmi
Vse pesmi je napisal Bojan Drobež.
| Št. | Naslov                  | Dolžina |
| --- | ----------------------- | ------- |
| 1.  | „Vdih‟                  | 1:26    |
| 2.  | „Skrita karta‟          | 3:03    |
| 3.  | „Na poti domov‟         | 2:33    |
| 4.  | „Odprto morje‟          | 4:05    |
| 5.  | „Otok‟                  | 2:58    |
| 6.  | „Nevidna plesalka‟      | 2:30    |
| 7.  | „Vedno na pravi strani‟ | 2:10    |
| 8.  | „Odgovor ni lahek‟      | 3:31    |
| 9.  | „Na veliki cesti‟       | 5:18    |
| 10. | „Utrujeni vojak‟        | 3:04    |
| 11. | „Jutro je prineslo mir‟ | 3:22    |
| 12. | „Sova spi‟              | 3:05    |
| 13. | „Jesen‟                 | 2:52    |
| 14. | „Ob ponedeljkih zaprto‟ | 4:08    |

## Zasedba
- Bojan Drobež — kitara, slide kitara
- Matevž Smerkol — bas kitara
- Uroš Lovšin — električna kitara
- Andrej Strmecki — tolkala
- Lado Jakša — fotografija, harmonij, piščalka, klavir, harfa, orgle, sintesajzer, saksofon, bas kitara, okarina
- Borut Činč — snemanje, produkcija, harmonij, klavir, piščalka, violina, sintesajzer, bas kitara
- Drago Vovk — izvršni producent